# Johannes Pløger
Johannes Theodor Louis Plöger dit Johannes Pløger (né le 3 avril 1922 à Frederiksberg au Danemark et mort le 4 février 1991  dans la même ville) est un footballeur international danois des années 1940 et 1950, qui évoluait au poste d'attaquant.

## Biographie
En tant qu'attaquant, Johannes Pløger est international danois à 21 reprises (1940-1948) pour 8 buts.
Il participe aux Jeux olympiques de 1948. Il est titulaire dans tous les matchs (Égypte, Italie, Suède et Grande-Bretagne), inscrivant deux buts (un contre l'Égypte à la 119e minute sur penalty et un contre l'Italie à la 84e). Il remporte la médaille de bronze avec le Danemark.
Il joue dans un club danois (BK Frem Copenhague), remportant deux championnats danois (1941 et 1944), ainsi qu'une coupe du Danemark en 1940.
Il a une expérience en Italie avec quatre clubs italiens (Juventus, Novara Calcio, Torino FC et Udinese Calcio), mais il ne remporte aucun titre. 

En 1948, le président du Milan AC Umberto Trabattoni souhaite recruter Pløger dans son club, mais ce dernier choisit finalement de signer à la Juve pour rejoindre se compatriote et ami John Hansen (ils deviennent les premiers joueurs scandinaves de l'histoire du club). Il débute avec les bianconeri le 9 janvier 1949 lors d'un succès 4-1 sur la Lazio en Serie A.
Après sa carrière de footballeur, il devient vendeur de voitures Ford à Frederiksberg.

## Clubs
- 1939-1948 :  BK Frem Copenhague
- 1948-1949 :  Juventus
- 1949-1950 :  Novara Calcio
- 1950-1951 :  Torino FC
- 1951-1954 :  Udinese Calcio

## Palmarès
| BK Frem - Championnat du Danemark (2) : - Champion : 1940-41 et 1943-44. - Vice-champion : 1947-48. - Coupe du Danemark (1) : - Vainqueur : 1940. |  | Danemark olympique - Jeux olympiques : - Bronze : 1948. |